# Charles Stevenson
Charles Stevenson (13 de outubro de 1887 – 4 de julho de 1943) foi um ator norte-americano da era do cinema mudo. Ele apareceu em 136 filmes entre 1914 e 1925.